# Aphiura dissona
Aphiura dissona är en tvåvingeart som beskrevs av Borgmeier 1967. Aphiura dissona ingår i släktet Aphiura och familjen puckelflugor. Inga underarter finns listade i Catalogue of Life.